# San Carlos (Uruguay)
San Carlos je město v Uruguayi. Leží v jihovýchodní části země v departementu Maldonado. Při sčítání lidu v roce 2011 mělo město 27 471 obyvatel. Je vzdáleno přibližně patnáct kilometrů severně od sídla svého deparmentu, města Maldonado. Východní hranici města tvoří menší řeka Arroyo San Carlos.
Město bylo založeno v roce 1763 místokrálem Río de la Plata Pedrem Antoniem de Cevallosem ve snaze zabránit Portugalcům zakládat v oblasti vlastní osady. Za město bylo formálně vyhlášené v roce 1929. Je zemědělským centrem regionu.